# Sant Andreu (la Pobla de Claramunt)
Sant Andreu fou una església romànica, actualment desapareguda, del segle xii, al terme municipal de la Pobla de Claramunt i que va ser sufragània de Santa Maria del castell de Claramunt. Era a prop d'on hi ha el barri de Sant Andreu, més enllà del barri de les Figueres, a la dreta de la carretera C-244.
Els primers documents que parlen de l'església es remunten al segle xiii, però l'església ja deuria existir al segle xii. El 1267 el vescomte Ramon Folc V de Cardona va reconèixer a Pere de Claramunt la possessió i dels masos de Sant Andreu, el Pujol i Anoia, amb la prestació d'homenatge.
Entre 1463 i 1485 s'hi van realitzar els enterraments parroquials, ja que el castell de Claramunt i la seva església, on normalment tenien lloc, estaven sent reconstruïts, arran de l'enderroc que es va dur a terme durant la Guerra Civil Catalana. Posteriorment i fins al 1710 només s'hi va enterrar als forasters, empestats i als executats a la forca.
L'any 1652 la Pobla va establir un vot contra l'epidèmia de la pesta, que constava d'una processó i una missa a les set esglésies sufragànies de Santa Maria, i que tenien lloc tots els dissabtes de maig.
Durant la visita del bisbe de Barcelona Josep Climent i Avinent, l'any 1772, va ser prohibida la celebració del culte degut al mal estat en què es trobava l'edifici. Tot i així el retaule barroc no va ser retirat fins al 1793, quan va ser traslladat a l'actual església de la Pobla durant la seva obertura. L'església va ser enderrocada durant el segle xix.
Des dels setanta hi ha un barri anomenat Sant Andreu al vessant de la carena on hi havia la desapareguda església.